# Repiovka (Penza)
|  | Per a altres significats, vegeu «Repiovka». |

Repiovka (Репьёвка en rus) - és un poble de l'óblast de Penza, a Rússia, el 2004 tenia 171 habitants.